# Col d'Èze
El Col d'Èze es un Puerto de montaña situado entre Niza y Mónaco, en las proximidades de la comuna de Èze y cerca de La Turbie, en el departamento de Alpes-Marítimos. Culmina a una altitud de 507 metros.
Está situado a menos de 5 kilómetros de la costa, ofreciendo una vista inmejorable de la Costa Azul, con el Cap Ferrat al oeste e Italia al este.

## Ciclismo
El Col d'Èze ha acogido numerosas carreras ciclistas, sobre todo en la París-Niza, siendo tradicionalmente la última etapa cronoescalada catalogado de 1ª categoría. También se ha subido este puerto en el Tour de Francia 1953, clasificado de 2ª categoría, en la decimosexta etapa disputada entre Marsella y Mónaco, siendo el francés Joseph Mirando quien pasó en primer lugar por la cima.